# Fonction et concept
Fonction et concept (Funktion und Begriff) est une conférence de Gottlob Frege, prononcée le 9 janvier 1891 devant la Société savante d'Iéna pour la médecine et les sciences naturelles, et publiée la même année sous la forme d'un livret d'une trentaine de pages. Avec Concept et objet (1892) et Sens et dénotation (1892), c'est l'un de ses principaux textes sur la distinction entre intension (ou compréhension) et extension.
Un concept est une fonction, dont la valeur est une valeur de vérité.